# Craig Harrison (Soldat)

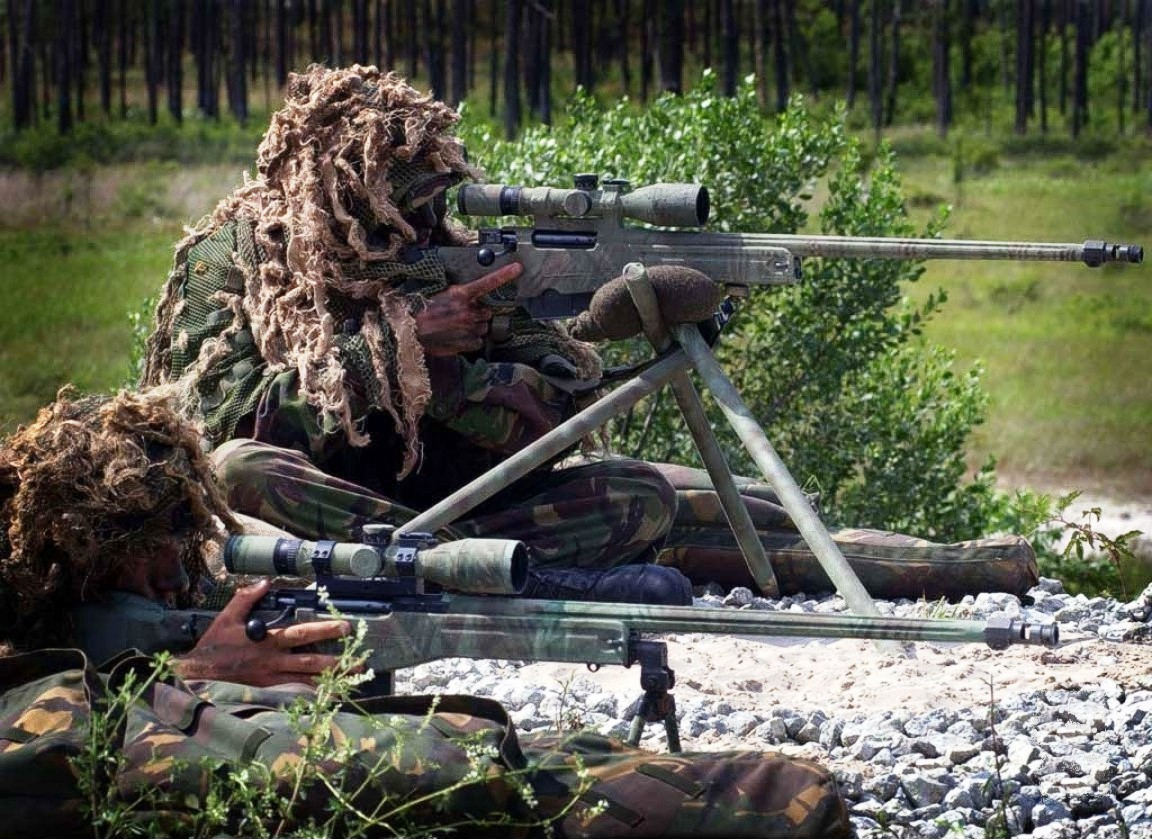
Scharfschütze der Royal Marines mit L115A1-Gewehr, vergleichbar mit dem von Harrison benutzten L115A3, jedoch mit Zielfernrohr 3–12×50 PM II von Schmidt & Bender

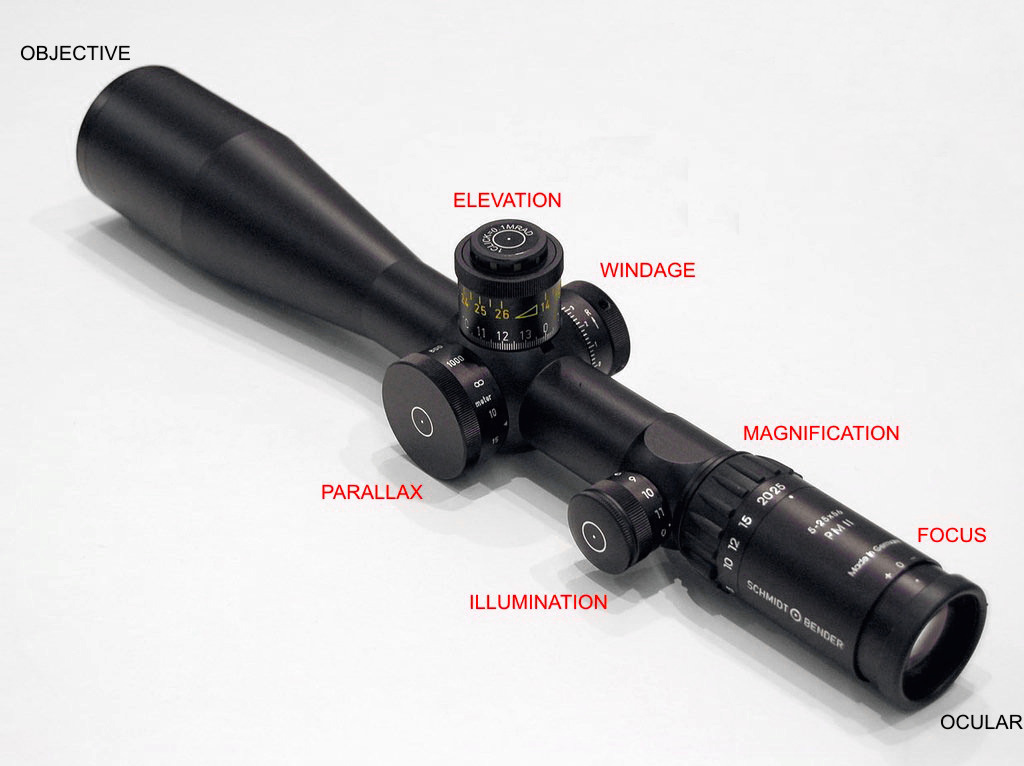
Zielfernrohr Schmidt & Bender 5–25×56 PM II LP, mit seinen Einstellungskontrollen vergleichbar mit dem von Harrison verwendeten

Craig Harrison (* November 1974) ist ein ehemaliger Corporal of Horse (CoH) des Regiments Blues and Royals der britischen Household Cavalry. Dieser Rang entspricht dem des Sergeants der britischen Armee, welchen es traditionell in der Household Cavalry nicht gibt. Er führte 2009 mit circa 2475 Metern den bis dahin weitesten tödlichen Präzisionsschuss unter Kampfbedingungen aus. Der Kanadier Rob Furlong hatte zuvor im Jahr 2002 mit einem Schuss aus der bis dahin weitesten Entfernung von 2430 Metern seine Zielperson getötet.

## Vorfall
Craig Harrison, der während seines Einsatzes in Afghanistan bereits mehrfach Feindkontakt hatte, geriet im November 2009 mit seiner Einheit in der Provinz Helmand in einen Hinterhalt. Dabei geriet das Kommandofahrzeug seines Vorgesetzten unter Sperrfeuer. Harrison, der mit einem AWSM L115A3 ausgerüstet war, befand sich in großer Entfernung zu den feindlichen Schützen. Mit etwa 2475 Metern waren die Ziele damit etwa 1000 Meter außerhalb der effektiven Reichweite seiner Waffe. Laut Harrison und seinem Beobachter ermöglichten ihm die idealen Wetterbedingungen, nach insgesamt neun Schuss zur Visierausrichtung den feindlichen MG-Schützen mit dem zehnten, jedoch ersten auf diesen gezielten Schuss zu treffen. Windstille, klare Sicht und geringe Temperaturen (Hitze hätte zu Flimmern durch vom Boden aufsteigende Luft geführt) waren begünstigende Umstände. Harrison konnte weiterhin erkennen, dass ein zweiter feindlicher Kämpfer versuchte, die Waffe des getöteten Schützen aufzunehmen. Harrison tötete auch diesen mit einem zweiten gezielten Schuss. Danach zerstörte er mit einem weiteren Schuss das Maschinengewehr.

## Zeit danach
Sechs Wochen nach diesem Vorfall geriet Harrison erneut in einen Hinterhalt, bei dem sein Patrouillenfahrzeug von mehreren Projektilen getroffen wurde. Er wurde dabei zweimal gegen die Brust und einmal am Kopf getroffen, überlebte aber dank seiner Schutzweste und seines Helms. Bei einem weiteren Hinterhalt brach er sich beide Arme, als sein Fahrzeug von einer IED (englisch für Unkonventionelle Spreng- und Brandvorrichtung oder USBV) getroffen wurde. Er verbrachte sechs Wochen in einem Lazarett in Großbritannien und kehrte danach nach Afghanistan zurück.
Er erkrankte an einer Posttraumatischen Belastungsstörung. Er war im Alter von 16 Jahren zur Armee gegangen und wurde nach 22 Dienstjahren 2014 entlassen. Das britische Verteidigungsministerium zahlte Harrison 100.000 Pfund als Entschädigung für die Aufdeckung seiner Identität, da ihn dies in Gefahr der Entführung durch Al-Qaida-Anhänger brachte.
Harrison schrieb über sein Leben das Buch The Longest Kill: The Story of Maverick 41, One of the World’s Greatest Snipers.

## Werk
- The Longest Kill: The Story of Maverick 41, One of the World’s Greatest Snipers. Sidgwick & Jackson Ltd. London, 2015.